# Scafa
Scafa – miejscowość i gmina we Włoszech, w regionie Abruzja, w prowincji Pescara.
Według danych na rok 2004 gminę zamieszkuje 3979 osób, 397,9 os./km².